# Heilige Liga (1571)

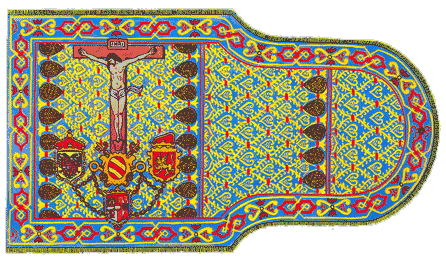
Standarte der Heiligen Liga.

Die Heilige Liga von 1571 wurde am 20. Mai 1571 in Rom zwischen Papst Pius V., Spanien, Venedig und Genua geschlossen, um die osmanische Übermacht im Mittelmeer und deren Expansionsstreben zu brechen. Außerdem gehörten die Herzogtümer Savoyen, Florenz, Parma und Urbino sowie die Malteserritter dazu.
Weder das Heilige Römische Reich noch Frankreich und Portugal zeigten Interesse an diesem Bündnis. Das Heilige Römische Reich zog es vor, seinen Separatfrieden mit dem Osmanischen Reich beizubehalten, Frankreich bevorzugte seine aktive Allianz mit dem Sultan gegen Spanien, und Portugal war zu sehr mit seinem eigenen Feldzug in Marokko befasst. Außerdem konnten die Portugiesen keine weiteren Kräfte für eine weitere Kampagne im Mittelmeer aufbringen, da sie sich schon aktiv mit den Osmanen im Roten Meer und im Persischen Golf auseinandersetzten.
Ursprünglich sollte die Flotte der Liga Entsatztruppen zum damals venetianischen Zypern bringen, da dieses unter Lala Mustafa im August 1571 erobert wurde (siehe auch Zyperns Eroberung durch die Osmanen). Aus mancherlei Gründen — nicht zuletzt wegen gravierender Meinungsverschiedenheiten unter den Befehlshabern der verschiedenen Kontingente — kam es nicht dazu. Stattdessen und auch, weil starke osmanische Marineeinheiten im Ionischen und Tyrrhenischen Meer operierten, sammelten sich die Schiffe der Liga letztlich in Messina, von wo aus sie dann an die Adriatische Ostküste segelten. Am 7. Oktober 1571 kam es daraufhin zur Seeschlacht von Lepanto südlich der kleinen griechischen Insel Oxia, in der die Flotte der Liga unter dem Oberbefehl von Juan de Austria die osmanische Flotte unter Ali Pascha vernichtend schlug. Nachdem Venedig 1573 einen Separatfrieden mit Konstantinopel geschlossen und darin den Verlust Zyperns formell anerkannt hatte, wurde die Liga aufgelöst.

## Mitglieder
- Kirchenstaat
- Spanien
- Venedig
- Genua
- Savoyen
- Florenz
- Parma
- Urbino
- Malteserorden